# Țipari, Timiș
Țipari (română 1924: Saparifalva germană Zipar, maghiară Szapáryfalva) este un sat în comuna Coșteiu din județul Timiș, Banat, România.

## Istorie
Localitatea a fost înființată în 1881, ca urmare a politicilor de colonizare conduse de regimul dualist austro-ungar instaurat după 1867 și în special a programului de înființare a noi colonii, începând cu 1880. Astfel, în 1881, administrația maghiară a dispus înființarea așezării cu numele Szapáryfalva, pe un teren din proprietatea fiscului maghiar. Totodată au fost defrișate 4.400 de jugăre de pădure din hotarul comunei vecine (fosta localitate Sâlha) iar pământul arabil astfel câștigat a fost lotizat și împărțit coloniștilor maghiari, cu obligația de a achita prețul pământului într-un interval de 40 de ani.

## Personalități locale
- Viorel Marineasa (n. 2 februarie 1944), prozator, editor, jurnalist.